# Helicteres nipensis
Helicteres nipensis är en malvaväxtart som beskrevs av A. Rodr.. Helicteres nipensis ingår i släktet Helicteres och familjen malvaväxter. Inga underarter finns listade i Catalogue of Life.